# Formosa (provincie)
Formosa je provincie na severovýchodě Argentiny a patří k argentinskému regionu Gran Chaco. Formosa na severu a východě s Paraguayí, severovýchodní cíp provincie leží naproti hlavnímu paraguayskému městu Asunción. Na západě hranicí s provincií Salta a na jihu s provincií Chaco. Hlavní město provincie se též jmenuje Formosa.

## Departementy
Seznam departementů provincie Formosa a jejich hlavních měst:
1. Bermejo (Laguna Yema)
2. Formosa (Formosa)
3. Laishi (Misión San Francisco de Laishi)
4. Matacos (Ingeniero Juárez)
5. Patiño (Comandante Fontana)
6. Pilagás (El Espinillo)
7. Pilcomayo (Clorinda)
8. Pirané (Pirané)
9. Ramón Lista (General Mosconi)